# 巨済 (敷設艇)
| 艦歴     | 艦歴                                                                                  |
| -------- | ------------------------------------------------------------------------------------- |
| 計画     | ③計画                                                                                 |
| 起工     | 1938年6月22日                                                                         |
| 進水     | 1939年6月29日                                                                         |
| 就役     | 1939年12月27日竣工                                                                    |
| その後   | 1947年11月20日英国へ引き渡し、解体                                                    |
| 除籍     | 1945年9月15日                                                                         |
| 性能諸元 |                                                                                       |
| 排水量   | 基準：720トン、公試：750トン                                                          |
| 全長     | 74.70m                                                                                |
| 全幅     | 7.85m                                                                                 |
| 吃水     | 2.60m                                                                                 |
| 機関     | マン式三号ディーゼル2基2軸 3,600馬力                                                  |
| 速力     | 20.0kt                                                                                |
| 航続距離 | 14ktで2,000浬                                                                         |
| 燃料     | 重油：35トン                                                                          |
| 乗員     | 74名                                                                                  |
| 兵装     | 40mm連装機銃1基2挺 13mm連装機銃1基2挺 爆雷36個、捕獲網8組 （もしくは九三式機雷120個） |

巨済（きょさい）は、日本海軍の敷設艇。測天型敷設艇の3番艇。艇名は、当時日本統治下にあった巨済島にちなむ。

## 艦歴
1939年（昭和14年）12月27日東京石川島造船所にて竣工、佐世保鎮守府籍。
太平洋戦争開戦時は鎮海防備隊所属で呉鎮守府の指揮下、内海での機雷、防戦網敷設などに従事。翌年より鎮海防備戦隊に復帰し同方面で活動した。
1944年3月より8月までサイパン、トラック方面での船団護衛、その後鎮海に戻った。同年12月23日佐世保鎮守府部隊に編入、引き続き対馬海峡方面で活動する。1945年6月横須賀に入港、以後は同方面で活動し終戦を迎えた。
1945年9月15日に除籍。その後復員輸送艦に指定され、復員輸送の第一陣として10月13日よりモートロック諸島から浦賀への復員輸送に従事したのを皮切りに、ヤップ島と浦賀間、パラオと浦賀間をそれぞれ一往復した。その後は上海と佐世保間を五往復、葫芦島と博多間を五往復し、更に鹿児島から奄美大島間の帰還輸送三往復に従事した。この間、1946年6月6日から8日にかけてバンコク方面からの復員輸送途上に御前埼灯台付近で座礁した海防艦「国後」の救援を行い、便乗者を収容し浦賀まで輸送している。
1946年12月30日、復員輸送任務を終えた「巨済」は特別保管艦に指定され、1947年1月7日より横須賀長浦港に係留された。9月には第四次賠償艦引き渡しでイギリスに引き渡されたが売却され、11月20日から1948年2月3日にかけて塩釜の東北船渠で解体された。

## 歴代艇長
艤装員長
- 宇津木秀次郎 少佐：1939年8月21日[8] -

敷設艇長
- 山本了夫 大尉： - 1945年10月29日[9]
- 保坂博 大尉／第二復員官：1945年10月29日[9] -

## 同型艦
- 測天 [II] - 白神 - 巨済 - 成生 - 浮島